# Chris Porter (Fußballspieler, 1885)
Thomas Christopher Porter (* 25. Oktober 1885 in Stockport, England; † 4. Juni 1915 bei Gallipoli, Osmanisches Reich) war ein englischer Fußballspieler auf der Position eines Stürmers. Er erzielte 13 Tore in acht Länderspielen für die Englische Fußballnationalmannschaft der Amateure und war Mitglied der britischen Mannschaft bei den Olympischen Sommerspielen 1908.

## Laufbahn
Porter diente während des Ersten Weltkrieges als Private im Manchester Regiment und kam am 4. Juni 1915 während der Schlacht von Gallipoli um Leben. An ihn wird am Helles-Denkmal erinnert.